# Европейска доброволческа служба
Европейската доброволческа служба, съкратено ЕДС, е част от програма „Младежта в действие“ (2007 – 2013), която се финансира от Европейската комисия.
ЕДС предоставя възможност на млади хора на възраст между 18 и 30 години да бъдат доброволци в страна, различна от родната им, и да работят по проект в обществена полза. Максималната продължителност на проекта е 12 мес. Темите на проектите могат да бъдат в сферата на опазването на околната среда, социални дейности (работа с деца, възрастни, хора в неравностойно положение и т.н.), изкуство, култура, спорт, медии, опазване на културно-историческото наследство и други.
Проект по ЕДС включва най-малко 3 партньора – доброволец, изпращаща и посрещаща организация. Задължително условие за финансиране е една от организациите, които участват в проекта, да е базирана в страна, член на Европейския съюз. Дейността по проекта е доброволна, неплатена и е в обществена полза.

## История
В средата на 1990-те години Европейският съюз установява нуждата от основаване на Европейска доброволческа служба с цел насърчаване мобилността и гражданското самосъзнание на младите европейци. През ноември 1996 г. първите ЕДС доброволци започват работа по своите проекти. По данни на Европейската комисия около 35 000 младежи са участвали в ЕДС проекти до 2006 г.  Бюджетът за ЕДС проекти за 2009 г. възлиза на 44 621 750 €, което прави 32% от целия бюджет на програма „Младежта в действие“.

## Участници
Ролята на изпращащата организация е да набира, подготвя и изпраща доброволци. В един проект по ЕДС може да има повече от една изпращаща организация. По време на проекта изпращащата организация поддържа връзка с доброволеца и помага в случай, че възникне някакъв проблем. След като доброволецът се завърне в родината си, изпращащата организация му помага да се интегрира отново в обществото и му дава възможност да сподели и разпространи своя опит и новопридобити умения и знания.
Посрещащата организация предлага проект, по който доброволецът да работи. По проекта има определен човек, който да осигурява подкрепа за дейностите на доброволеца по проекта. ЕДС предвижда и ментор на доброволеца. Неговата задача е да помага на доброволеца за интеграцията му в местната общност, подкрепя го за всичко, което не е свързано с проекта, и му помага в процеса на обучение. Посрещащата организация организира настаняването на доброволеца, посещенията на езиков курс, редовно дава полагащите се на доброволеца пари или плаща определените предварително разходи.
В един проект задължително има и координираща организация. Тя може да е или посрещащата, или изпращащата, но може да бъде и трета организация. Тя отговаря за подаването на проекта към съответната орган, администриращ ЕДС, управлява финансите и координира проекта.
Доброволецът трябва да е на възраст между 18 и 30 години. Програма „Младежта в действие“ насърчава участието на млади хора в неравностойно положение.

## Администриращи органи
Като част от програма „Младежта в действие“ един проект по Европейска доброволческа служба се финансира от Европейската комисия. Във всяка страна от Европейския съюз има установен орган, който администрира проектите по програма „Младежта в действие“. В България този орган е Национален център „Европейски младежки програми и инициативи“ към Министерство на образованието, младежта и науката. На централизирано ниво програма „Младежта в действие“ се администрира от Изпълнителната агенция по образование, аудиовизия и култура.
Организация от Европа, която иска да участва в проекти по ЕДС, независимо дали като посрещаща, изпращаща или координираща организация, трябва да е акредитирана. Акредитацията е въведена от Европейската комисия през 2007 с цел уеднаквяване на качеството на работа на участниците в един проект. Акредитацията има продължителност 3 години. Списъкът с всички акредитирани организации е публикуван на страницата на Европейската комисия.

## Видове проекти
Проектите могат да бъдат индивидуални и групови. Груповите проекти включват от 10 до 30 доброволци и могат да са с продължителност от 2 седмици до 12 мес. Индивидуалните проекти включват до 10 доброволци и са с продължителност от 2 до 12 мес. Ако доброволците са в неравностойно положение продължителността на техния проект може да е от 2 седмици до 12 мес. Възможността младежи в неравностойно положение да участват в краткосрочни проекти (от 2 седмици до 2 мес.) се предлага с идеята младежите да изпробват своите възможности и да преценят дали биха искали да участват в дългосрочен проект. Един младеж може да участва максимум два пъти в ЕДС проект. Веднъж в краткосрочен проект (до 2 месеца) и още веднъж в дългосрочен, общият сбор от които обаче не надвишава 12 мес.

## Процедура
Човек, който желае да участва в ЕДС проект, първо трябва да се свърже с изпращащата организация от родната му страна. След това се избира организация и проект, където да проведе своята европейска доброволческа служба. Ако кандидатът бъде одобрен, проектът кандидатства за финансиране пред Европейската комисия. Ако проектът е одобрен, между доброволеца, посрещащата и изпращащата организация се подписва споразумение за дейности, което определя правата и задълженията на всяка от страните.
На края на проекта доброволците получават международен сертификатът Youthpass, който удостоверява придобития чрез неформално обучение опит на доброволеца по време на ЕДС проекта. Този сертификат се издава на всички младежи, които са участвали в дейности по програма „Младежта в действие“. В него младежите сами описват какво са научили и какви нови компетенции са придобили по време на проекта.

## Финансови условия
Европейската комисия има възможност да актуализира финансовите условия всяка година. За 2011 те са като следва:
- Покриват се 90% от пътните разходи на доброволеца до страната, където се провежда проекта, и обратно. За да бъдат признати, разходите трябва да са за най-евтиния възможен транспорт (самолетни билети, икономична класа; билети за влак, втора класа и т.н.).
- Фиксирана сума за подготовката на доброволеца. Тази сума е за изпращащата организация и включва набирането на доброволци, участието им в предварителни обучения, поддържането на контакт между организациите и доброволците и т.н.
- Фиксирана сума на месец, покриващата дейностите по проекта, настаняването, сметките (ток, вода, отопление, интернет и др.) храната, вътрешния транспорт, администрация и комуникация. Сумата е различна за всяка страна.
- Джобни пари за доброволеца. Сумата също е фиксирана на месец и е различна за всяка страна.

Всички доброволци са застраховани срещу болести, злополуки, трайна инвалидност, смърт от АХА . Всички застрахователни разходи се плащат директно от Европейската комисия и не са включени е бюджета на проекта.

## Примери за добри проекти
Групов ЕДС проект Австрия 2008 – Европейски футбол . Този проект се провежда по време на Европейското футболно първенство през 2008. В проекта взимат участие 81 младежи от 14 страни, в това число и доброволци от България, изпратени от българска организация. Младежите са разделени на две групи – 25 доброволци са във Виена, 55 – в Залцбург. Целта на проекта е да насърчи солидарността и толерантността и да предизвика взаимно разбирателство сред младежта. Доброволците помагат при организирането на събития около първенството като изграждане на младежки центрове и информационни зони.
Друг добър пример е проектът Doduhy (Reach the Rainbow). Той се провежда в Чехия през 2008 и включва 10 доброволци от Литва, Италия, Полша, България и Франция. През първите два месеца от своята служба доброволците са разпределени в различни части на Чехия и участват в разнообразни дейности, които включват местните жители, най-вече младежите, и помагат при организацията на детски летни лагери. Чрез своята дейност те предизвикват вниманието на обществеността и популяризират постигнатите резултати и самата Европейска доброволческа служба. Накрая всички доброволци се събират отново и споделят придобития опит, като по този начин постигат мултикултурен обмен.